# أيرون كيد
آيرون كيد (بالإسبانية:Iron Kid، وتعني الفتى الحديدي) هو مسلسل رسوم متحركة ثلاثي الأبعاد أُنتج عام 2006، واشترك في الإنتاج 3 دول هم: كوريا الجنوبية وإسبانيا والولايات المتحدة الأمريكية ودبلجه مركز الزهرة العربي وعرض على قناة سبيستون باسم أيرون كيد.
تدور أحداث قصته حول فتى يحاول إيقاف آلي يسمى زعيم الآليين الذي يسيطر على العالم بأسلحته وأتباعه، وهذا هو وريث أحد المقاتلين الذي تمكن من هزيمة الجنرال من قبل.

## خلفية
في حرب الآليين الأولى يُستخدم سلاح ضخم ومدمر يُدعى الفيفانتور لذا يخترع العلماء رجل آلي قوي يسمونه زعيم الآليين قادر على تدمير هذا السلاح؛ لكن هذا الزعيم سيطر على العالم بقوته واستبد فيه لذا قام رجل ذا قبضة حديدية يسمى أيون بقتله في حرب الآليين الثانية. بعد ذلك قام أتباع الزعيم بإبادة كل عائلة أيون عدا مارتي (البطل) الذي يهربه والده لكي يقتل الزعيم ويكون وريث عائلة أيون.

## الشخصيات

### الأبطال
- مارتي (بالإنجليزية: Marty)‏: البطل ووريث المحارب أيون.
- ليلى (بالإنجليزية: Ally)‏: صديقة مارتي ومشغلة الفيفانتور.
- باتونز (بالإنجليزية: Buttons، وتعني حرفيًا «أزرار»): كلب مارتي الآلي.
- غاف (بالإنجليزية: Gaff)‏: حارس عائلة أيون والحارس الشخصي للمحارب أيون.
- القائد ماغنوم (بالإنجليزية: Captain Magnum)‏: ضابط بمنظمة الدفاع "CDF".
- شادو (بالإنجليزية: Shadow، وتعني حرفيًا «ظل»): عميل بمنظمة الدفاع.
- فيولت (بالإنجليزية:Violet، وتعني حرفيًا «بنفسجية»): عميلة بمنظمة الدفاع.
- المعلم زانغ (بالإنجليزية: Master Zhang)‏: مدرب مارتي ومحاربي عائلة أيون.

### قوات الجنرال
- زعيم الآليين أو الجنرال (بالإنجليزية: General)‏: هو الشخص المسيطر على هذه القوات الكبيرة وسُمي الزعيم.
- الدكتور شين (بالإنجليزية: Doctor Chen)‏: هو المخترع الذي قام بإعادة تصنيع الزعيم.
- كان أو خان (بالإنجليزية: Khan)‏: هو قائد القوات بعد الزعيم ونائبه وقد عمل على تجميع أجزاء الزعيم.
- القادة الأربعة: هم أربعة إخوة ويحالفون الزعيم وقواته.
- بلاكي أو بلاك بيوتي (بالإنجليزية:Black Beauty، وتعني حرفيًا «الجميلة السوداء»): هي قائدة مقاتلي النينجا السود في قوات الزعيم.
- أوسكار أو سكار (بالإنجليزية: Scar، وتعني حرفيًا «ندبة»): هو قائد مقاتلي النينجا الخضر ويعادل في قوته بلاكي.
- الفرسان المدرعون أو القنطور: هي قوات حراسة الزعيم الأساسيين.
- إيغر (بالإنجليزية: Eiger)‏: هو آلي ضخم من أتباع الزعيم هزمه أيون قبل 100 عام.
- الفيفانتور أو الغيغانتور: هو آلي قوي وضخم استخدم للتدمير في حرب الآليين الأولى.

## الممثلون
- رغدة الخطيب
- عادل أبو حسون
- همسة الحايك
- سامر رضوان
- منصور السلطي
- محمد مصطفى
و
- مروان فرحات
- يحيى الكفري
- فاطمة سعد
- محمد خرماشو

## طاقم العمل

### النسخة العربية
- الإعداد: عمار شيخ جبر دارين نوفل
- المراجعة: د. شفيق بيطار عماد عكر
- التدقيق اللغوي: رمضان أيوب
- الترجمة: سامية الدروبي
- الصوت والمكساج: منار السمكري
- المونتاج والتترات: محمد القزه
- كلمات الشارة: د. شفيق بيطار
- غناء الشارة: رشا رزق علي خلقي
- تسجيل الشارة: سامر أبو عسلي
- المتابعة المالية: محمد حسان مهنا عبد القادر نبهان
- إدارة الإنتاج: رضوان حجازي
- إنتاج وتوزيع: CARTOON STAR (ماهر الحاج ويس)
- تنفيذ الدوبلاج: مركز الزهرة
- الإشراف الفني: لوي إسماعيل

## قائمة الحلقات
| الرقم | عنوان الحلقة             | تاريخ العرض الإسباني | تاريخ العرض الكوري | تاريخ العرض الأمريكي | تاريخ العرض العربي |
| ----- | ------------------------ | -------------------- | ------------------ | -------------------- | ------------------ |
| 1     | القبضة الأسطورية         |                      |                    | 22 سبتمبر 2007       |                    |
| 2     | وريث القبضة              |                      |                    | 29 سبتمبر 2007       |                    |
| 3     | بداية الرحلة             |                      |                    | 6 أكتوبر 2007        |                    |
| 4     | القوة وحدها لا تكفي      |                      |                    | 13 أكتوبر 2007       |                    |
| 5     | شيء من حكاية ليلي        |                      |                    | 13 أكتوبر 2007       |                    |
| 6     | العجوز البرتقالية        |                      |                    | لم تُبث               |                    |
| 7     | بطولة المصارعة           |                      |                    | 20 أكتوبر 2007       |                    |
| 8     | ويستمر الصراع            |                      |                    | 27 أكتوبر 2007       |                    |
| 9     | الهرب من الوادي          |                      |                    | 3 نوفمبر 2007        |                    |
| 10    | هجوم حراس البرج          |                      |                    | 10 نوفمبر 2007       |                    |
| 11    | المواجهة الصعبة          |                      |                    | 17 نوفمبر 2007       |                    |
| 12    | محاربون من خشب           |                      |                    | 24 نوفمبر 2007       |                    |
| 13    | ولادة محارب              |                      |                    | 1 ديسمبر 2007        |                    |
| 14    | زيارة البرج الحديدي      |                      |                    | 8 ديسمبر 2007        |                    |
| 15    | هروب ليلي                |                      |                    | 15 ديسمبر 2007       |                    |
| 16    | سقوط البرج               |                      |                    | 5 يناير 2008         |                    |
| 17    | أحلام مزعجة              |                      |                    | 12 يناير 2008        |                    |
| 18    | خارج على السيطرة         |                      |                    | 19 يناير 2008        |                    |
| 19    | رحلة الجليد الغامضة      |                      |                    | 26 يناير 2008        |                    |
| 20    | حراس مدرسة القوة         |                      |                    | 2 فبراير 2008        |                    |
| 21    | صحوة الزعيم              |                      |                    | 9 فبراير 2008        |                    |
| 22    | العميل إيفر              |                      |                    | 16 فبراير 2008       |                    |
| 23    | التمرد                   |                      |                    | 23 فبراير 2008       |                    |
| 24    | معركة البرج              |                      |                    | 1 مارس 2008          |                    |
| 25    | آخر معركة (الجزء الأول)  |                      |                    | لم تُبث               |                    |
| 26    | آخر معركة (الجزء الثاني) |                      |                    | لم تُبث               |                    |

## وصلات خارجية
- آيرون كيد على موقع IMDb (الإنجليزية)
- آيرون كيد على موقع ميتاكريتيك (الإنجليزية)
- آيرون كيد على موقع كينوبويسك (الروسية)
- آيرون كيد على موقع قاعدة بيانات الفيلم (الإنجليزية)

- موقع أيرون كيد الرسمي.
- موقع إيون كيد الرسمي (إنجليزي وإسباني).
- أيرون كيد في قاعدة بيانات الأفلام على الإنترنت.
- قائمة الحلقات على تي في.كوم.